# Ruta Estatal de California 216
La Ruta Estatal de California 216, abreviada SR 216 (en inglés: California State Route 216) es una carretera estatal estadounidense ubicada en el estado de California. La carretera inicia en el Oeste desde la SR 198     en Visalia en sentido Este hasta finalizar en la SR 198     cerca de Woodlake. La carretera tiene una longitud de 29,4 km (18.275 mi).

## Mantenimiento
Al igual que las autopistas interestatales, y las rutas federales y el resto de carreteras estatales, la Ruta Estatal de California 216 es administrada y mantenida por el Departamento de Transporte de California por sus siglas en inglés Caltrans.